# 盗墓笔记 (电影)
《盗墓笔记》（英語：Time Raiders），是一部2016年李仁港执导的中国3D奇幻冒险片，由南派三叔改编自本人创作的同名小说，鹿晗和井柏然主演，于2016年8月5日上映。

## 剧情
在喜马拉雅山脉，欧洲古董猎人亨德里克斯及其士兵恐吓当地居民，寻找通往中国长生不老之谜的线索。神秘人物张起灵出手制止，并被当地长老派遣阻止对人类的灾难。
现代，作家采访古董商吴邪，后者讲述了自己的故事。吴出生于盗墓世家，年幼时曾试图偷取寺庙文物，但被铜面具人阻止。成年后，他与叔叔吴三省探索战国墓穴，发现神秘铭文与铁面具的故事，以及蛇女皇的神秘宝物。
吴三省及张起灵联手，发现了蛇女皇墓的入口，但遭遇另一队盗墓贼的袭击。在墓中，他们遭遇了植物战士和致命陷阱。吴与张被分开，但后来重逢，击败了敌人，夺回了关键物品。
他们发现蛇女皇的阴谋，她计划以蚯蚓军队摧毁人类，以获取长生不老。在巢穴中，张与女皇激战，但被她的力场阻挡。吴劝说亨德里克斯放弃永生，共同对抗女皇。最终，他们成功摧毁了女皇及其蚯蚓军队，但张在巢穴坍塌中无法逃脱。
回溯回忆中，吴与张的交集呈现出神秘与命运的纽带。故事以两人相视的场景结束，张看到铁面具，吴看到铜面具人，寓意着两人的特殊关系及命运循环。

## 角色
- 井柏然 饰 張起靈[2]
- 鹿　晗 饰 吳邪[2]
- 马思纯 饰 阿宁
- 张博宇 饰 王胖子
- 王景春 饰 吴三省
- 涂圣成 饰 潘子
- 姜皓文 饰 大奎
- 敖嘉年 饰 阿忠
- 高玉庆 饰 老头
- 房旭世 饰 驴蛋蛋
- 玛丽卡·沙拉瓦特 饰 蛇母
- 洪天照 饰 古象王
- 刘蔚森 饰 王盟
- 屈菁菁 饰 女鬼
- 林鹏 饰 瑟琶女
- 南派三叔 饰 作家

## 制作
李仁港对该项目已进行了两年多的策划和筹备。2015年10月在北京开机，同年12月30日凌晨杀青。

## 电影歌曲
| 曲序 | 曲目           |      | 作曲                         | 演唱者 | 时长 |
| ---- | -------------- | ---- | ---------------------------- | ------ | ---- |
| 1.   | 无问（主题曲） | 尹约 | Julian Emery、谭维维、刘迦宁 | 谭维维 | 3:19 |

## 评价
1905电影网影评认为：首先节奏不在点上，若不是有鹿晗的演技撑着，冗长的前戏容易让人睡觉；到了高潮部分节奏常常被打断。故事编得也不靠谱，尤其是进墓之后；激情部分全程霸王硬上弓。电影的特效更让人失望，《盗墓》的3D特效基本没有，完全不到位的出屏效果看得人尴尬癌都要犯了，更别提景深了；不过，影片也还有一些值得肯定的方面，因为它确实讲的是一个盗墓的故事，只可惜结尾跑偏了。而且导演在墓穴各类机关的设置上确实下了功夫，也是影片最值得称道的地方。

## 票房
中国大陆首周3天收获4.766亿人民币居冠。次周收入3.655亿蝉联冠军，最终累计10亿。
| 上一届： 《绝地逃亡》 | 2016年中国内地一周票房冠军 第32-33周 | 下一届： 《使徒行者》 |